# Grand Prix automobile de Belgique 2010
GP précédent GP suivant
Le Grand Prix automobile de Belgique 2010 (2010 Formula 1 Belgian Grand Prix), disputé sur le circuit de Spa-Francorchamps le 29 août 2010, est la cinquante-cinquième édition du Grand Prix, la 833e course du championnat du monde de Formule 1 courue depuis 1950 et la treizième manche du championnat 2010. 
La FIA a demandé aux organisateurs de réaliser des modifications pour améliorer la sécurité du Grand Prix. Ainsi, des bosses ont été créées à la chicane des Combes pour empêcher les pilotes de trop couper le virage du sommet du Raidillon de l'Eau Rouge en cas de freinage manqué et toute la section enherbée a été remplacée par de l'asphalte. À la sortie du virage 6, de l'herbe artificielle « astroturf » a été posée et enfin, à la sortie de l’épingle de la Source, la portion d'« astroturf » installée en 2009 a été prolongée jusqu’au bout du dégagement.

## Essais libres

### Vendredi matin
| Pos. | Pilote           | Voiture              | Chrono         | Écart     |
| ---- | ---------------- | -------------------- | -------------- | --------- |
| 1    | Fernando Alonso  | Ferrari              | 2 min 00 s 797 |           |
| 2    | Lewis Hamilton   | McLaren-Mercedes     | 2 min 01 s 567 | + 0 s 770 |
| 3    | Robert Kubica    | Renault              | 2 min 02 s 081 | + 1 s 284 |
| 4    | Sebastian Vettel | Red Bull-Renault     | 2 min 02 s 450 | + 1 s 653 |
| 5    | Adrian Sutil     | Force India-Mercedes | 2 min 02 s 646 | + 1 s 849 |
| 6    | Jenson Button    | McLaren-Mercedes     | 2 min 02 s 913 | + 2 s 116 |

### Vendredi après-midi

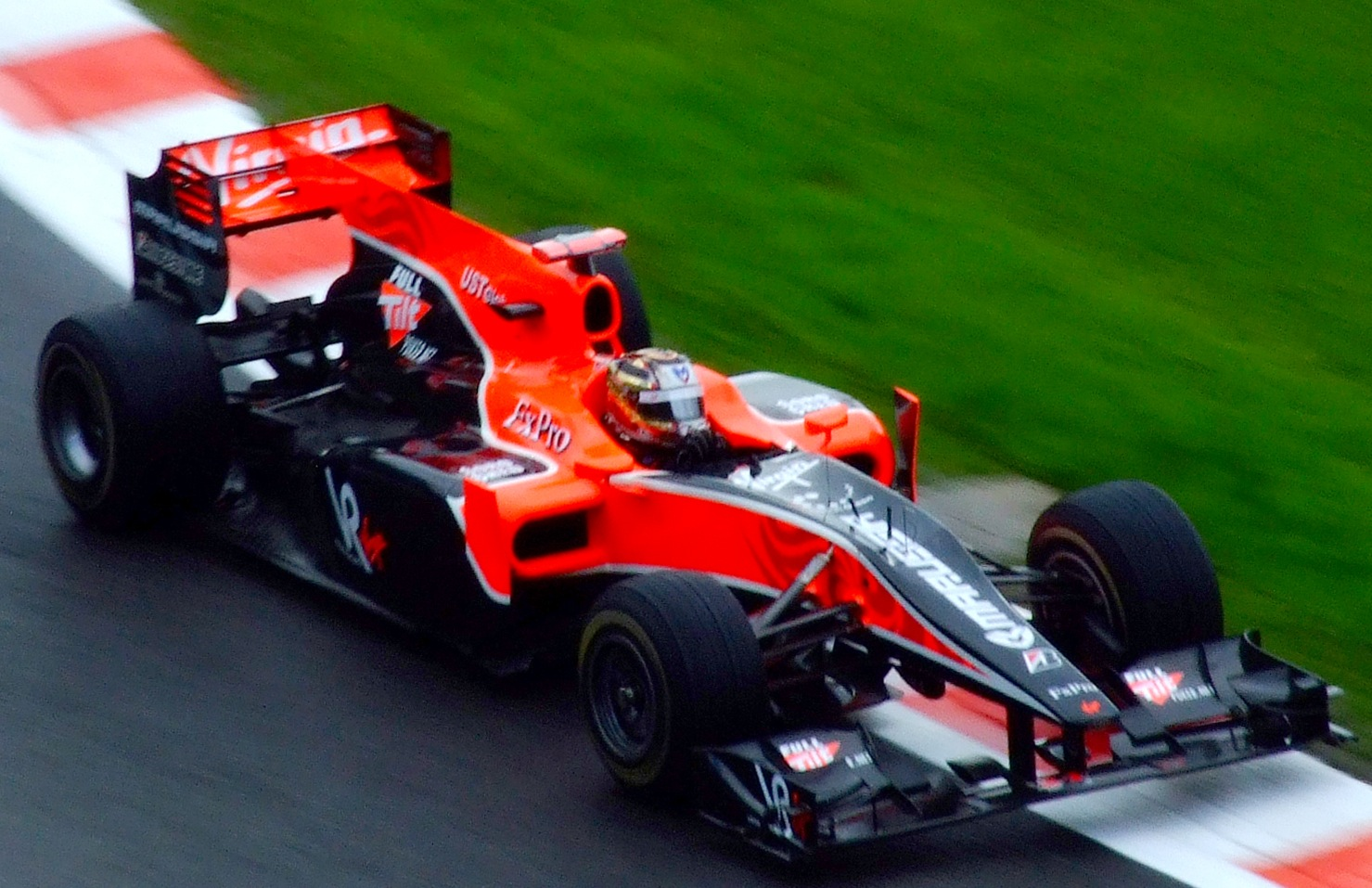
Timo Glock, sur Virgin VR-01 au GP de Belgique

| Pos. | Pilote           | Voiture              | Chrono         | Écart     |
| ---- | ---------------- | -------------------- | -------------- | --------- |
| 1    | Fernando Alonso  | Ferrari              | 1 min 49 s 032 |           |
| 2    | Adrian Sutil     | Force India-Mercedes | 1 min 49 s 157 | + 0 s 125 |
| 3    | Lewis Hamilton   | McLaren-Mercedes     | 1 min 49 s 248 | + 0 s 216 |
| 4    | Robert Kubica    | Renault              | 1 min 49 s 282 | + 0 s 250 |
| 5    | Felipe Massa     | Ferrari              | 1 min 49 s 588 | + 0 s 556 |
| 6    | Sebastian Vettel | Red Bull-Renault     | 1 min 49 s 689 | + 0 s 657 |

### Samedi matin

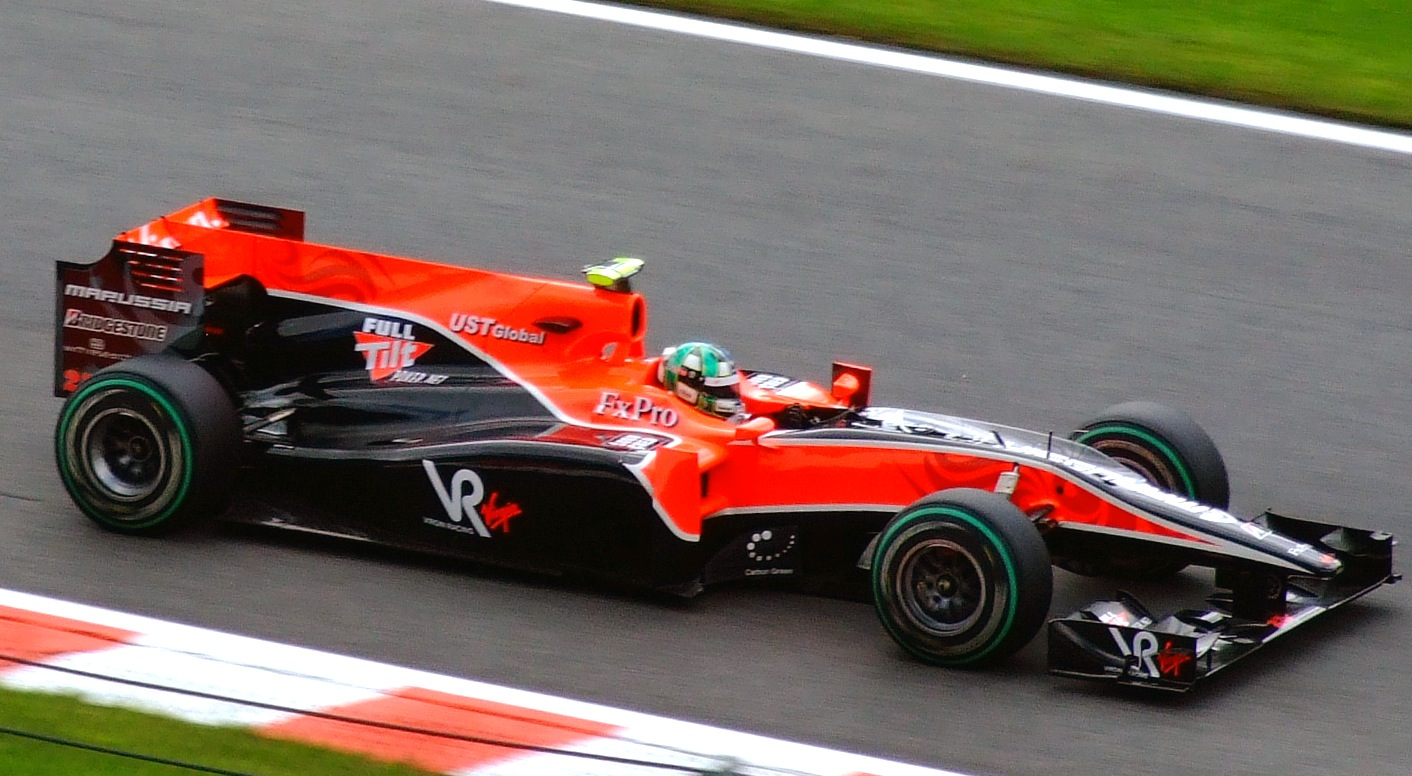
Lucas di Grassi, sur Virgin VR-01 au GP de Belgique

| Pos. | Pilote           | Voiture          | Chrono         | Écart     |
| ---- | ---------------- | ---------------- | -------------- | --------- |
| 1    | Mark Webber      | Red Bull-Renault | 1 min 46 s 106 |           |
| 2    | Lewis Hamilton   | McLaren-Mercedes | 1 min 46 s 223 | + 0 s 117 |
| 3    | Sebastian Vettel | Red Bull-Renault | 1 min 46 s 396 | + 0 s 290 |
| 4    | Jenson Button    | McLaren-Mercedes | 1 min 46 s 397 | + 0 s 291 |
| 5    | Robert Kubica    | Renault          | 1 min 46 s 492 | + 0 s 386 |
| 6    | Fernando Alonso  | Ferrari          | 1 min 46 s 627 | + 0 s 521 |

## Grille de départ
| Pos. | Pilote             | Écurie               | Qualifications 1 | Qualifications 2 | Qualifications 3 |
| ---- | ------------------ | -------------------- | ---------------- | ---------------- | ---------------- |
| 1    | Mark Webber        | Red Bull-Renault     | 1 min 57 s 352   | 1 min 47 s 253   | 1 min 45 s 778   |
| 2    | Lewis Hamilton     | McLaren-Mercedes     | 1 min 56 s 706   | 1 min 46 s 211   | 1 min 45 s 863   |
| 3    | Robert Kubica      | Renault              | 1 min 56 s 041   | 1 min 47 s 320   | 1 min 46 s 100   |
| 4    | Sebastian Vettel   | Red Bull-Renault     | 1 min 58 s 487   | 1 min 47 s 245   | 1 min 46 s 127   |
| 5    | Jenson Button      | McLaren-Mercedes     | 1 min 57 s 981   | 1 min 46 s 790   | 1 min 46 s 206   |
| 6    | Felipe Massa       | Ferrari              | 1 min 58 s 323   | 1 min 47 s 322   | 1 min 46 s 314   |
| 7    | Rubens Barrichello | Williams-Cosworth    | 1 min 55 s 757   | 1 min 47 s 797   | 1 min 46 s 602   |
| 8    | Adrian Sutil       | Force India-Mercedes | 1 min 58 s 730   | 1 min 47 s 292   | 1 min 46 s 659   |
| 9    | Nico Hülkenberg    | Williams-Cosworth    | 1 min 55 s 442   | 1 min 47 s 821   | 1 min 47 s 053   |
| 10   | Fernando Alonso    | Ferrari              | 1 min 57 s 023   | 1 min 47 s 544   | 1 min 47 s 441   |
| 11   | Jaime Alguersuari  | Toro Rosso-Ferrari   | 1 min 58 s 944   | 1 min 48 s 267   |                  |
| 12   | Vitantonio Liuzzi  | Force India-Mercedes | 2 min 01 s 102   | 1 min 46 s 680   |                  |
| 13   | Heikki Kovalainen  | Lotus-Cosworth       | 2 min 01 s 343   | 1 min 50 s 980   |                  |
| 14   | Nico Rosberg       | Mercedes             | 1 min 54 s 826   | 1 min 47 s 885   |                  |
| 15   | Jarno Trulli       | Lotus-Cosworth       | 2 min 01 s 491   |                  |                  |
| 16   | Sebastien Buemi    | Toro Rosso-Ferrari   | 2 min 00 s 386   | 1 min 49 s 209   |                  |
| 17   | Kamui Kobayashi    | BMW Sauber-Ferrari   | 2 min 02 s 284   |                  |                  |
| 18   | Bruno Senna        | HRT-Cosworth         | 2 min 03 s 612   |                  |                  |
| 19   | Sakon Yamamoto     | HRT-Cosworth         | 2 min 03 s 941   |                  |                  |
| 20   | Timo Glock         | Virgin-Cosworth      | 2 min 01 s 306   | 1 min 52 s 352   |                  |
| 21   | Michael Schumacher | Mercedes             | 1 min 56 s 313   | 1 min 47 s 874   |                  |
| 22   | Lucas di Grassi    | Virgin-Cosworth      | 2 min 18 s 754   |                  |                  |
| 23   | Vitaly Petrov      | Renault              | Pas de temps     |                  |                  |
| 24   | Pedro de la Rosa   | BMW Sauber-Ferrari   | 2 min 05 s 294   |                  |                  |

- Notes :
  - Vitaly Petrov n'a pas réalisé de temps à la suite d'une sortie de piste et s'élancera finalement de la 23e et avant-dernière position.

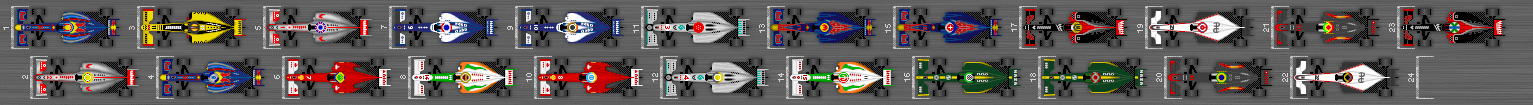
La grille de qualification du Grand Prix.

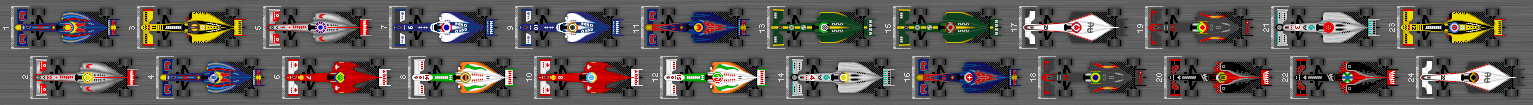
La grille de départ du Grand Prix.

  - Michael Schumacher, auteur du onzième temps des qualifications, a été puni par les commissaires du Grand Prix de Hongrie à la suite de sa manœuvre en fin de course quand il avait fortement tassé Rubens Barrichello contre le muret des stands pour l’empêcher de passer. Rétrogradé de dix places sur la grille de départ du Grand Prix, il s'élancera de la 21e position.
  - Sébastien Buemi, auteur du treizième temps des qualifications, a été rétrogradé de 3 places sur la grille pour avoir  gêné Nico Rosberg et s'élancera finalement de la 16e position.
  - Nico Rosberg, auteur du douzième temps des qualifications, a été rétrogradé de 5 places sur la grille pour changement de boîte de vitesses et s'élancera finalement de la 14e position.
  - Timo Glock, auteur du dix-septième temps des qualifications, a été rétrogradé de 5 places sur la grille pour avoir gêné Sakon Yamamoto et s'élancera finalement de la 20e position.
  - Pedro de la Rosa, auteur du vingt-deuxième temps des qualifications, a été rétrogradé de 10 places sur la grille avoir utilisé un neuvième moteur et dépassé le quota alloué de 8 moteurs par saison. pour changement de moteur. Il s'élancera finalement de la 24e et dernière position.

## Course

### Déroulement de l'épreuve
C’est sur piste sèche, bien que des averses soient annoncées, que le départ du Grand Prix de Belgique est donné : à l’extinction des feux, Mark Webber, en pole position, manque complètement son envolée et Lewis Hamilton prend la première position, devançant Robert Kubica, Jenson Button, Sebastian Vettel, Felipe Massa et Adrian Sutil. La pluie fait son apparition avant même la fin de premier tour : de nombreux pilotes sont surpris et sortent de la piste dans le dernier virage. Barrichello perd ainsi le contrôle de sa Williams et percute violemment Alonso qui parvient à poursuivre la course alors que le Brésilien abandonne.
Dès la fin du premier tour, Pedro de la Rosa, Heikki Kovalainen, Timo Glock et Sébastien Buemi rentrent chausser des pneus pluie. Alonso rentre également pour faire contrôler l’état de sa monoplace et changer de gommes alors que la voiture de sécurité entre en piste pour permettre aux commissaires d’évacuer la voiture de Barrichello à l’arrêt dans le troisième secteur. Kamui Kobayashi, Jaime Alguersuari et Bruno Senna profitent de cette neutralisation pour changer de pneus mais lorsque la voiture de sécurité libère les pilotes au début du troisième tour, il ne pleut déjà plus : de la Rosa, Kovalainen, Senna, Buemi, Alguersuari et Alonso doivent à nouveau repasser par les stands rechausser des pneus slicks. 
Le classement au 5e passage est : Hamilton leader devant son coéquipier Button, Vettel, Kubica, Webber, Massa, Sutil, Nico Hülkenberg, Vitantonio Liuzzi, Nico Rosberg, Vitaly Petrov, Michael Schumacher, Jarno Trulli, Kobayashi, Lucas di Grassi, Sakon Yamamoto, Glock, de la Rosa, Buemi, Alonso, Alguersuari et Kovalainen. En tête de course, Hamilton s’échappe, au 8e passage, il a un avantage de 5 s 5 sur Button, 6 s 1 sur Vettel, 7 s 4 sur Kubica, 8 s 2 sur Webber et 10 s 2 sur Massa. Alonso remonte progressivement dans le classement et pointe à la 14e au huitième passage. Liuzzi rejoint son stand au dixième tour pour changer de pneus et Schumacher profite de la lutte entre Petrov et Rosberg pour prendre l’avantage sur ce dernier en lui arrachant une partie de son aileron avant.
À la fin du 15e tour, Sebastian Vettel, alors troisième, perd le contrôle de sa monoplace et accroche Button au freinage du dernier virage : Button abandonne alors que Vettel rejoint son stand pour réparer les dégâts sur sa monoplace tandis que les commissaires de course lance une investigation sur l'accrochage. Reconnu responsable de l’accident, Vettel écope d’un drive-through quelques minutes plus tard.
Entre les 21e et 25e tours, Sutil, Webber, Kubica, Massa et Hamilton procèdent à un nouveau changement de pneus. Sutil prend l’avantage sur les deux Mercedes alors que Liuzzi et Vettel s’accrochent et doivent repasser par les stands (aileron avant pour Liuzzi, crevaison pour Vettel).
Une pluie légère fait son apparition au 33e tour alors qu’Hamilton compte 12 s d’avance sur Kubica et 15 s d’avance sur Webber. Glock rentre le premier changer ses pneus, Buemi et Yamamoto s’arrêtent ensuite et donnent le signal à tous les autres concurrents. Hamilton fait une légère sortie de piste avant son arrêt tandis que Kubica glisse dans la pitlane et manque son emplacement dans les stands ce qui permet à Webber de lui ravir sa seconde place. Au 36e tour, Hamilton n’a plus que 3 secondes d’avance sur Webber et 7 s sur Kubica. Massa, Sutil, Schumacher, Kobayashi, Alonso, Rosberg et Petrov, en pneus intermédiaires, suivent.
La pluie s’intensifie alors et Alonso abandonne sur sortie de piste au 37e tour. Sa voiture étant revenue sur la piste après avoir touché le rail, la voiture de sécurité intervient pour la seconde fois. La course est relancée au 40e passage et Hamilton conserve sa position devant Webber, Kubica et Massa, tous en pneus intermédiaires.
Hamilton résiste jusqu’au bout pour signer sa troisième victoire de la saison. Webber termine à la deuxième place devant Kubica, Massa, Sutil, Rosberg, Schumacher, Kobayashi, Petrov et Alguersuari qui ne conserve pas longtemps le point de la 10e place : les commissaires de course lui donnent une pénalité de 20 secondes pour avoir coupé la chicane au 42e tour pour prendre l’avantage sur Vitantonio Liuzzi, qui récupère le point.

### Classement de la course

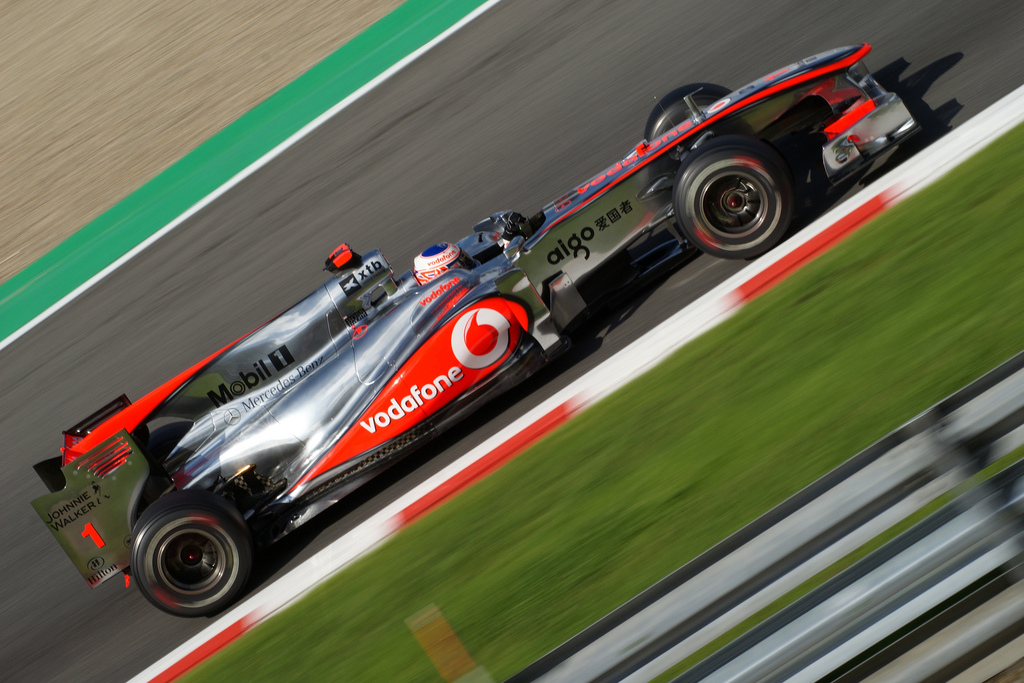
Jenson Button, alors second de la course, abandonne après avoir été accroché par Sebastian Vettel

| Pos. | no | Pilote             | Écurie               | Tours | Temps/Abandon                      | Grille | Points |
| ---- | -- | ------------------ | -------------------- | ----- | ---------------------------------- | ------ | ------ |
| 1    | 2  | Lewis Hamilton     | McLaren-Mercedes     | 44    | 1 h 29 min 04 s 268 (207,510 km/h) | 2      | 25     |
| 2    | 6  | Mark Webber        | Red Bull-Renault     | 44    | + 1 s 571                          | 1      | 18     |
| 3    | 11 | Robert Kubica      | Renault              | 44    | + 3 s 493                          | 3      | 15     |
| 4    | 7  | Felipe Massa       | Ferrari              | 44    | + 8 s 264                          | 6      | 12     |
| 5    | 14 | Adrian Sutil       | Force India-Mercedes | 44    | + 9 s 094                          | 8      | 10     |
| 6    | 4  | Nico Rosberg       | Mercedes             | 44    | + 12 s 359                         | 14     | 8      |
| 7    | 3  | Michael Schumacher | Mercedes             | 44    | + 15 s 548                         | 21     | 6      |
| 8    | 23 | Kamui Kobayashi    | BMW Sauber-Ferrari   | 44    | + 16 s 678                         | 17     | 4      |
| 9    | 12 | Vitaly Petrov      | Renault              | 44    | + 23 s 851                         | 23     | 2      |
| 10   | 15 | Vitantonio Liuzzi  | Force India-Mercedes | 44    | + 34 s 831                         | 12     | 1      |
| 11   | 22 | Pedro de la Rosa   | BMW Sauber-Ferrari   | 44    | + 36 s 019                         | 24     |        |
| 12   | 16 | Sébastien Buemi    | Toro Rosso-Ferrari   | 44    | + 39 s 895                         | 16     |        |
| 13   | 17 | Jaime Alguersuari  | Toro Rosso-Ferrari   | 44    | + 49 s 457 (dont 20 s de pénalité) | 11     |        |
| 14   | 10 | Nico Hülkenberg    | Williams-Cosworth    | 43    | + 1 tour                           | 9      |        |
| 15   | 5  | Sebastian Vettel   | Red Bull-Renault     | 43    | + 1 tour                           | 4      |        |
| 16   | 19 | Heikki Kovalainen  | Lotus-Cosworth       | 43    | + 1 tour                           | 13     |        |
| 17   | 25 | Lucas di Grassi    | Virgin-Cosworth      | 43    | + 1 tour                           | 22     |        |
| 18   | 24 | Timo Glock         | Virgin-Cosworth      | 43    | + 1 tour                           | 20     |        |
| 19   | 18 | Jarno Trulli       | Lotus-Cosworth       | 43    | + 1 tour                           | 15     |        |
| 20   | 20 | Sakon Yamamoto     | HRT-Cosworth         | 42    | + 2 tours                          | 19     |        |
| Abd. | 8  | Fernando Alonso    | Ferrari              | 37    | Aquaplaning                        | 10     |        |
| Abd. | 1  | Jenson Button      | McLaren-Mercedes     | 16    | Accroché par Sebastian Vettel      | 5      |        |
| Abd. | 21 | Bruno Senna        | HRT-Cosworth         | 6     | Casse de suspension arrière        | 18     |        |
| Abd. | 9  | Rubens Barrichello | Williams-Cosworth    | 1     | Accrochage avec Fernando Alonso    | 7      |        |

### Pole position et record du tour
- Pole position :  Mark Webber (Red Bull-Renault) en 1 min 45 s 778 (238,371 km/h).
- Meilleur tour en course :  Lewis Hamilton (McLaren-Mercedes) en 1 min 49 s 069 (231,178 km/h) au trente-deuxième tour.

### Tours en tête
- Lewis Hamilton (McLaren-Mercedes) : 44 tours (1-44)

## Classements généraux à l'issue de la course
| Pos. | Pilote             | Écurie               | Points |
| ---- | ------------------ | -------------------- | ------ |
| 1    | Lewis Hamilton     | McLaren-Mercedes     | 182    |
| 2    | Mark Webber        | Red Bull-Renault     | 179    |
| 3    | Sebastian Vettel   | Red Bull-Renault     | 151    |
| 4    | Jenson Button      | McLaren-Mercedes     | 147    |
| 5    | Fernando Alonso    | Ferrari              | 141    |
| 6    | Felipe Massa       | Ferrari              | 109    |
| 7    | Robert Kubica      | Renault              | 104    |
| 8    | Nico Rosberg       | Mercedes             | 102    |
| 9    | Adrian Sutil       | Force India-Mercedes | 45     |
| 10   | Michael Schumacher | Mercedes             | 44     |
| 11   | Rubens Barrichello | Williams-Cosworth    | 30     |
| 12   | Kamui Kobayashi    | BMW Sauber-Ferrari   | 21     |
| 13   | Vitaly Petrov      | Renault              | 19     |
| 14   | Vitantonio Liuzzi  | Force India-Mercedes | 13     |
| 15   | Nico Hülkenberg    | Williams-Cosworth    | 10     |
| 16   | Sébastien Buemi    | Toro Rosso-Ferrari   | 7      |
| 17   | Pedro de la Rosa   | BMW Sauber-Ferrari   | 6      |
| 18   | Jaime Alguersuari  | Toro Rosso-Ferrari   | 3      |

| Pos. | Écurie               | Points |
| ---- | -------------------- | ------ |
| 1    | Red Bull-Renault     | 330    |
| 2    | McLaren-Mercedes     | 329    |
| 3    | Ferrari              | 250    |
| 4    | Mercedes             | 146    |
| 5    | Renault              | 123    |
| 6    | Force India-Mercedes | 57     |
| 7    | Williams-Cosworth    | 40     |
| 8    | BMW Sauber-Ferrari   | 27     |
| 9    | Toro Rosso-Ferrari   | 10     |

## Statistiques
- 6e pole position de sa carrière pour Mark Webber.
- 14e victoire de sa carrière pour Lewis Hamilton.
- 169e victoire pour McLaren en tant que constructeur.
- 82e victoire pour Mercedes-Benz en tant que motoriste.
- 6e meilleur tour en course de sa carrière pour Lewis Hamilton.
- 2e Grand Prix mené de bout en bout pour Lewis Hamilton.
- 13e abandon dès le premier tour pour Rubens Barrichello.
- Jaime Alguersuari, dixième sous le drapeau à damier, a reçu une pénalité de 20 secondes après la course et est reclassé 13e. Vitantonio Liuzzi, reclassé 10e inscrit donc 1 point.
- Sakon Yamamoto, pilote essayeur chez HRT, remplace Karun Chandhok lors de ce Grand Prix, il l'avait déjà remplacé à Hockenheim et en Hongrie.
- Nigel Mansell (187 départs en Grands Prix de Formule 1, 31 victoires, 59 podiums, 32 pole positions, 482 points inscrits et champion du monde en 1992) a été nommé conseiller par la FIA pour aider dans leurs jugements le groupe des commissaires de course lors de ce Grand Prix. Il a déjà tenu ce rôle lors du Grand Prix de Grande-Bretagne en juillet 2010.